# Щитники
Щитники (Pentatomidae) — родина комах ряду напівтвердокрилі. Тіло довжиною 16—41 мм. Понад 680 родів, понад 6 900 видів. В Україні відомо понад 120 видів, з них багато шкідників сільськогосподарських культур (хлібні блощиці, черепашки й ін.).

## Класифікація
Родина поділяється на підродини:
- Aphylinae
- Asopinae
- Cyrtocorinae
- Discocephalinae
- Edessinae
- Pentatominae
- Phyllocephalinae
- Podopinae
- Serbaninae
- Stirotarsinae